# A mesa ferida
A mesa ferida (La mesa herida em espanhol) é uma pintura a óleo da artista mexicana Frida Kahlo. Embora perdido em 1955, três fotos dessa pintura foram tiradas entre 1940 e 1944. A pintura foi exibida pela primeira vez em janeiro de 1940, na  Exposição Internacional de Surrealismo na Galeria Inés Amor de Arte Mexicana, na Cidade do México, e uma réplica está exposta no Kunstmuseum Gehrke-Remund, Baden-Baden, Alemanha. A pintura foi pela última vez exibida em Varsóvia, em 1955; depois, desapareceu e é alvo de um esforço de busca internacional.
A pintura reflete temas recorrentes na obra de Kahlo, incluindo a cultura mexicana, o indigenismo, o autorretrato e o luto. Kahlo está sentada no centro da mesa onde figuras anteriormente vistas na sua pintura As quatro habitantes da Cidade do México também aparecem. A mesa está salpicada de sangue e rodeada por uma cortina teatral, proporcionando um cena de espetáculo. Kahlo está cercada por uma estatueta Nayarit estatueta (parte da coleção de Diego Rivera), um esqueleto em papier-mâché (chamado frequentemente um Judas), duas crianças e seu animal de estimação, o veado Granizo.
Na obra, "Kahlo não é mais uma criança perplexa, mas uma Kahlo em tamanho adulto sentada à mesa." Kahlo sangra como um mártir para a cultura mexicana, apesar de parodiar de certo modo estereótipos dessa cultura.
"Um folheado típico está na mesa de Kahlo com a figura masculina e o esqueleto. Os longos cabelos escuros estão em pé e se colocam sobre o braço do esqueleto, como se amarrando-o. Sentada entre Kahlo e o esqueleto há uma pequena escultura Nayarit. O longo braço da escultura se estende até Kahlo e, perto do ombro, funde-se com o dela. Sangue escorre das feridas na mesa, dos pés do homem e do esqueleto. Molha a bainha do vestido."